# إدوارد دوران دافيسون
إدوارد دوران دافيسون هو سياسي كندي، ولد في 10 يونيو 1819، وتوفي في 21 فبراير 1894. انتخب عضو مجلس نواب نوفا سكوشا ‏.